# Radiotien puisto
Le parc de Radiotie (finnois : Radiotien puisto) est un parc de Haapaniemi à Vaasa en Finlande.

## Présentation
Le parc de Radiotie comprend arbres à feuilles caduques, arbustes et plantes à fleurs vivaces. 
Le parc a un étang naturel et aussi de petits chalets construits à des fins décoratives, rappelant l'ancienne utilisation de la zone comme terre agricole.